# Mjölkpaket

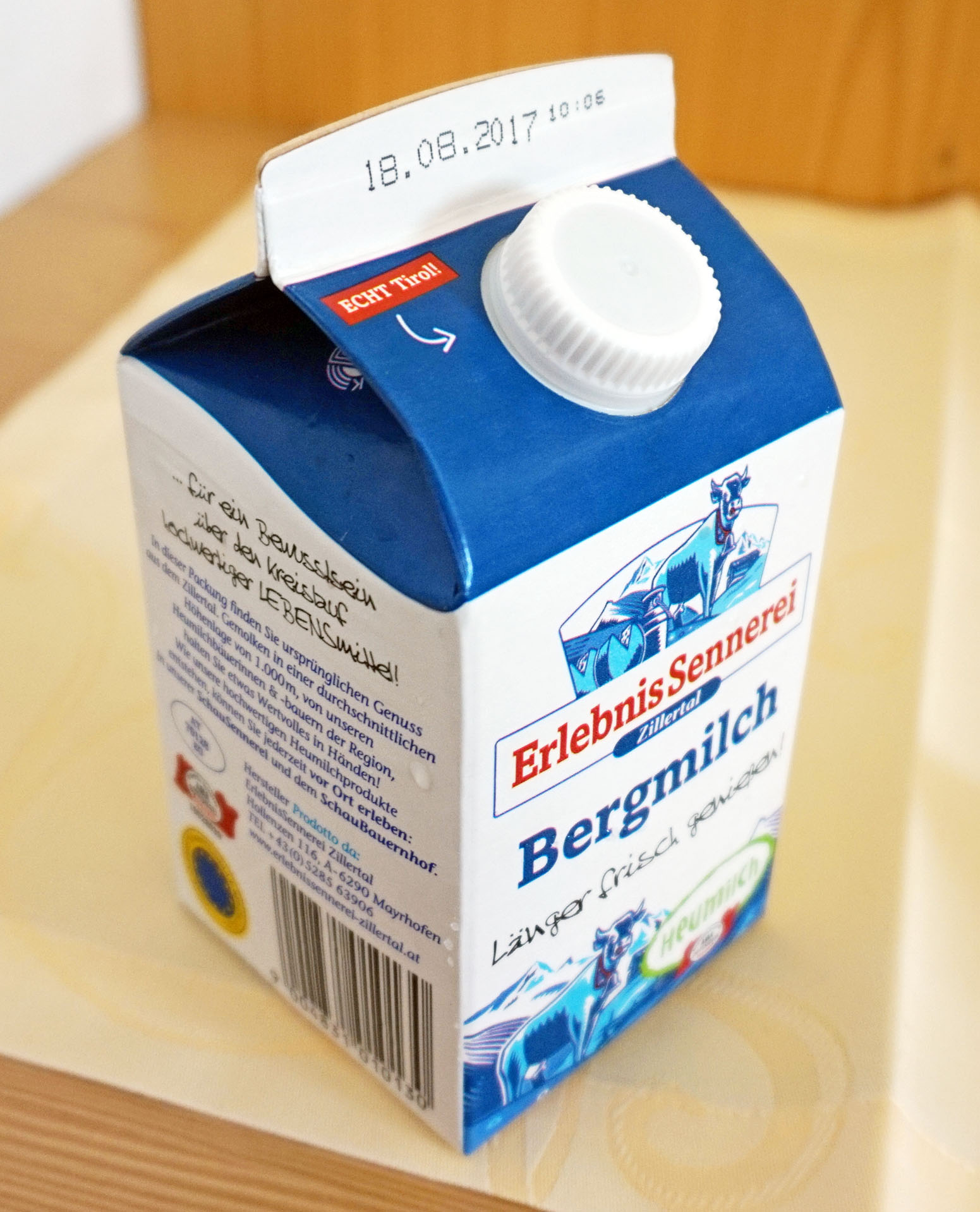
Mjölkpaket.

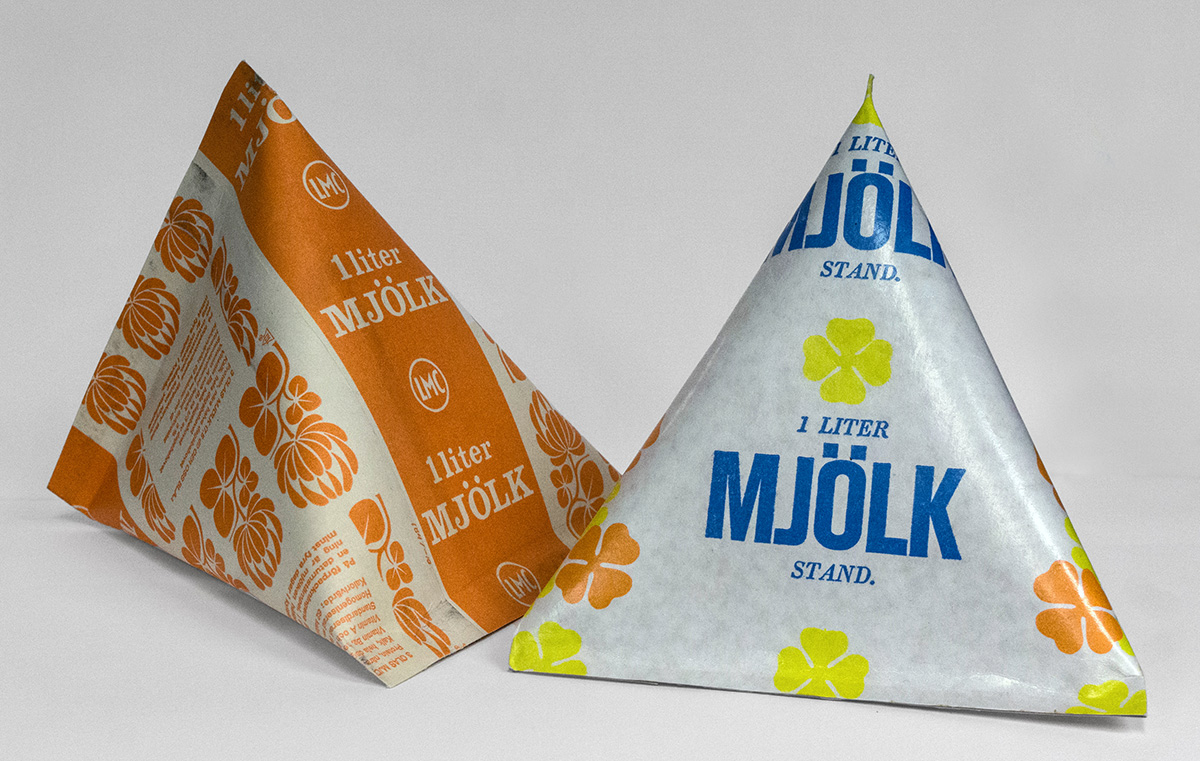
Två trekantiga mjölkförpackningar från 1950-talet.

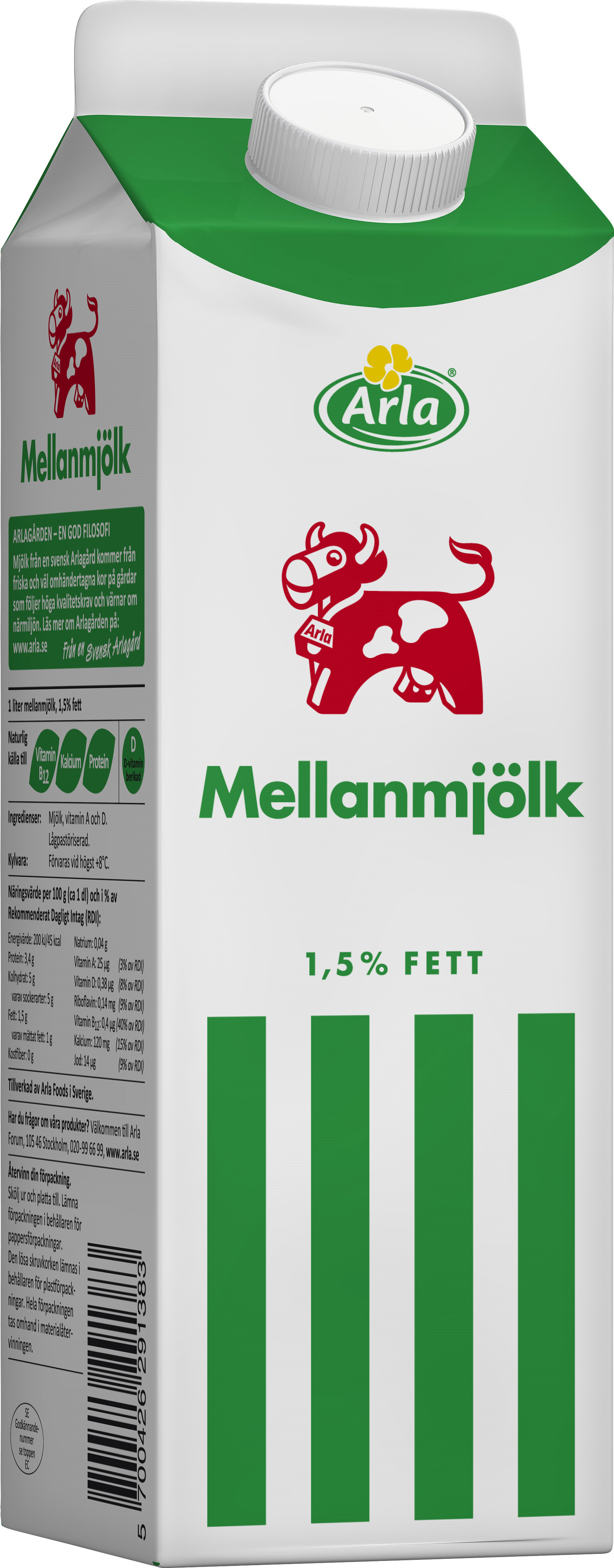
Svensk mellanmjölk.

Mjölkpaket används för att kunna förvara mjölken på så bra sätt som möjligt.

## Historia
Under 1930-talet såldes mjölken i lösvikt. Då tog man med sin egen bleckflaska där det oftast fanns en liten behållare till grädden; detta eftersom man hade din lilla behållaren på den större bleckflaskan. I butiken förvarades mjölken i stora mjölkflaskor av stål. För att kunna behålla dem kylda bevarades de i stora kar med is. År 1938 infördes de första glasflaskorna; deras storlek var 1 liter. För att kunna tillsluta glasflaskan användes virat papper (skruvat papper). Senare fick mjölkflaskorna plomberade stanniolkapsyler. Olika färger på korken innebar olik kvalitet på mjölken. Det var då mjölken kunde börja säljas i en vanlig mataffär. Sedan skulle glasflaskorna diskas och lämnas tillbaka till affären där man köpt dem. I mitten av 1950-talet lanserades pappförpackningar i samma veva som matbutikerna övergick till självbetjäning. Då var paketen trekantiga men övergick sedan till den fyrkantiga kartongen.
| År   | Typ av Mjölkförpackning |
| 1930 | Bleckflaska             |
| 1938 | Glasflaska              |
| 1950 | Papperskartong          |

## Olika förpackningar
Det finns olika typer av mjölkpaket. Det finns en variant som kallas tetra rex (enligt Tetra Pak); den har en skruvkork som är gjord av plast. Paketet finns i olika storlekar och används olika beroende på hur stor mängd det är man ska fylla paketet med. Paketet är gjort av papp. Den andra sortens paket har däremot ingen kork och öppnas genom att man viker kartongen och drar i en flärp så att den öppnas. Även detta paket är gjort av papp. De nackdelar som finns med ett mjölkpaket utan kork är att det inte går att lägga den öppnade förpackningen ner. Ett mjölkpaket med plastkork fungerar att läggas ner utan läckage.

## Material
Enligt Tetra Pak består mjölkpaketet av sex olika lager. Det första lagret, en vätskebarriär, som ligger mot mjölken är polyeten. Det skyddar innehållet mot fukt som vill tränga sig in från utsidan och gör att kartongen kan fästa på aluminiumfolie. Det andra lagret är också gjort av polyeten. Det tredje är aluminiumfolie. Det skyddar mot syre och ljus. Aluminiumfolie gör även så att mjölken behåller sin smak och näringsvärde när förpackningen befinner sig i rumstemperatur. Efter aluminiumet består paketet ytterligare av ett lager polyeten. Det femte lagret är papp eftersom papp gör så förpackningen behåller sin form och stabilitet. Det yttersta lagret på förpackningen är polyeten.